# Tahina spectabilis
Tahina spectabilis es una especie de palmera endémica de Madagascar, la única especie del género Tahina. Esta planta es lo suficientemente grande como para ser visible en las imágenes de satélite, comúnmente conocida como dimaka, es una enorme palmera "autodestructiva" (monocárpica)  que no se detectó por la ciencia hasta el año 2007. Su extraordinaria apariencia y la evidencia genética indica que esta palmera pertenece a un género propio dentro de un grupo de palmeras, se pensaba que su distribución se limitaba a Asia. Se están realizando esfuerzos para conservar esta especie a través de la distribución de semillas y el cultivo en los jardines botánicos.
Se trata de una extraña variedad de palmera que muere luego de dar los frutos, similar a Corypha y Caryota spp. Esta enorme palmera tiene forma de abanico y fue descubierta en el nordeste de Madagascar. Hasta ahora solo se ha relevado una población total de 92 especímenes “adultas” y unos 100 retoños. Dado lo escaso de su número se han iniciado esfuerzos para proteger su hábitat natural. El lugar donde crece es básicamente un bosque bajo y seco que ocasionalmente puede inundarse durante la estación lluviosa, en un terreno ubicado al pie de colinas de piedra caliza muy erosionadas. Una vez que han madurado sus frutos y han sido recogidos por los lémures -que distribuyen sus semillas- la palmera pierde fuerza, su enorme estructura se derrumba despacio y, finalmente, muere.

## Distribución
Se encuentra en el noroeste de Madagascar

## Descripción
Tiene un tronco enorme, con una base de hinchada, y una corona de 4 a 10 m de altura, que comprende alrededor de doce hojas en abanico hasta 5 m de diámetro. Las hojas muertas se mantienen por debajo del crecimiento nuevo, pero finalmente caen por su propio peso ya que el árbol se hace más grande. El tronco está cubierto por las cicatrices dejadas por el anillo de las hojas caídas.
Cuando comienza la floración, la punta del vástago se extiende por encima de la corona verde denso, expandiéndose a una impresionante pirámide, candelabro inflorescencia (alrededor de 4.5 m de altura), que explota a la madurez con una multitud de diminutas flores amarillas.

## Conservación
Al igual que con todas las de la fauna de Madagascar, la mayor amenaza para esta palma es probable que la pérdida de hábitat. Es particularmente vulnerable debido a que tiene un tamaño de población muy pequeña (estimada en 90 palmas) y un rango restringido, lo que significa que incluso los pequeños impactos podrían ser potencialmente devastador. Desde la década de 1970, aproximadamente un tercio de la vegetación primaria de Madagascar ha desaparecido, principalmente como consecuencia directa de los incendios, tala y el desmonte de tierras para la agricultura.
Algunas semillas de Tahina spectabilis han sido enviadas a:
- National Tropical Botanical Garden, de Kalaheo, Hawái
- Fairchild Tropical Botanic Garden, Miami, EE. UU.
- Montgomery Botanical Center, Miami, EE. UU.
- Jardín Botánico de Honolulu, Hawái, EE. UU.
- Real Jardín Botánico y de dominio, Sídney, Australia
- Townsville Palmetum, Townsville, Australia
- Jardín Botánico de Durban, Durban, Sudáfrica
- Jardines Botánicos de Singapur, Singapur
- Kebun Raya Indonesia, Bogor
- Jardín Botánico da Universidade de Coimbra, Coímbra, Portugal
- Palmetum de Santa Cruz, Santa Cruz, Tenerife, España

## Usos
Los usos de la Tahina spectabilis no se conocen. Como es una especie rara, es probable que sea apreciada como planta ornamental.

### Cultivo
La propagación de esta palma se ha logrado mediante la siembra de semillas de Kew. Las semillas se sembraron en febrero del 2008, después de haber sido remojadas en agua durante 24 horas antes de la siembra. El compuesto para semillas incluidas Seramis (gránulos de arcilla) y perlita. Dos meses después de la siembra, el 80% de las semillas habían germinado. Las plántulas fueron macetas individualmente en "Long Tom" ollas. Después de tres años (a principios de 2011), las plantas estaban creciendo bien.